# Mudhoney (pel·lícula)
Mudhoney (de vegades Mud Honey) és una pel·lícula de 1965 de Russ Meyer basada en la novel·la Streets Paved With Gold de Raymond Friday Locke. La pel·lícula és un drama d'època ambientat durant la Gran Depressió. "Em vaig posar una mica per sobre del meu cap", va dir Meyer sobre la pel·lícula. "Va ser llavors quan vaig pensar que jo era Erskine Caldwell, John Steinbeck i George Stevens tots en un."
La pel·lícula es va convertir en la inspiració per al nom de la banda grunge pionera de Seattle Mudhoney, formada el 1988. La portada de l'àlbum de la cantautora nord-americana Norah Jones per a Little Broken Hearts es va basar en un pòster de la pel·lícula.

## Argument
En aquest conte de l'era de la depressió, Calef McKinney (John Furlong) viatja de Michigan a Califòrnia i s'atura a Spooner, Missouri, on Lute Wade (Stuart Lancaster) el contracta per a feines ocasionals.
McKinney s'involucra amb la neboda de Wade, Hannah Brenshaw (Antoinette Christiani). Però està casada amb Sidney (Hal Hopper), un borratxo que la colpeja i que espera heretar els diners del seu oncle.
Sidney i un predicador excèntric anomenat germà Hanson (Frank Bolger) planifiquen contra McKinney, a qui li costa ocultar el seu misteriós passat i el seu creixent afecte per la dona de Sidney.
Sidney acaba cremant la seva granja i intenta incriminar a McKinney. Viola i assassina la dona del predicador i és linxat per la multitud.

## Repartiment
- Hal Hopper com Sidney Brenshaw
- Antoinette Cristiani com a Hannah Brenshaw
- John Furlong com a Calif McKinney
- Stuart Lancaster com a Lute Wade
- Rena Horten com a Eula
- La princesa Livingston com a Maggie Marie
- Lorna Maitland com a Clara Belle
- Sam Hanna com a Injoys
- Nick Wolcuff com el xèrif Abel
- Frank Bolger com el germà Hanson
- Lee Ballard com la germana Hanson
- Mickey Foxx com Thurmond Pate
- F. Rufus Owens com Milton

## Producció
La pel·lícula es va basar en una novel·la, Streets Paved with Gold de Friday Locke.

## Recepció

### Taquilla
La pel·lícula va ser un fracàs econòmic. Meyer va dir més tard: "Vaig apostar amb Mudhoney i vaig fracassar. L'única raó per la qual vaig fer Mudhoney va ser que estava enamorat d'una noia anomenada Rena. No hauria d'haver fet la pel·lícula."

### Crítica
Los Angeles Times la va anomenar "la pel·lícula bruta perfecta. Sense fer-se malbé per un sadisme indegut o una nuesa absoluta... una peça impecable de camp involuntari."
Roger Ebert va anomenar la pel·lícula "l'obra mestra descuidada de Meyer: la seva producció independent més interessant, més ambiciosa, més complexa i més llarga. La descriu com un cas d'excés d'èxit; no era necessari, o potser fins i tot savi, ell creu, gastar tanta energia en una pel·lícula que tenia tan pocs elements directament explotables." Ebert va dir "La invenció visual de Meyer, sempre dramàtica i enèrgica, no ha estat mai millor que en aquesta. Des de l'obertura Hitchcockiana (els peus descalços es veuen en un primer pla en passatges que s'entrecreuen) a plans com un Grand Guignol com un cos que cau a una tomba des del P.O.V. de la tomba, aquest és un melodrama portat a extrems obsessius."